# Helen Popova Alderson
Helen Popova Alderson, geboren als Chelen Popowa (* 14. Mai 1924 in Baku, Aserbaidschanische SSR, Sowjetunion; † 5. November 1972) war eine russisch-britische Mathematikerin und Übersetzerin, die für ihre Forschungen zu Quasigruppen und Gesetzen der höheren Reziprozität bekannt ist.

## Leben und Werk
Alderson war die Tochter des Neurophysiologen Nikolai Popow, der mit Iwan Petrowitsch Pawlow zusammenarbeitete. Sie studierte 1937 im Alter von 13 Jahren Mathematik an der Moskauer Universität. Wegen des Zweiten Weltkriegs musste sie ihr Studium abbrechen und flüchtete mit ihrer Familie nach Paris.  Nach dem Krieg studierte sie an der University of Edinburgh, wo sie 1951 in Mathematik promovierte mit der Dissertation Logarithmetics of Non-Associative Algebras.
In Edinburgh lernte sie ihren Mann, den Biochemiker Thomas Alderson, kennen, mit dem sie zwei Kinder bekam. Nach ihrer Promotion arbeitete sie mehrere Jahre an der University of Aberdeen. 1960 kam sie nach Cambridge, wo sie sich der Erziehung ihrer Kinder widmete. Ende der 1960er Jahre arbeitete sie mit einem Calouste Gulbenkian Fellowship wieder am Cambridge Pure Mathematics Department am Lucy Cavendish College, Cambridge, wo sie mit dem Mathematiker John Cassels zusammenarbeitete.
Alderson sprach Russisch, Polnisch, Tschechisch, Französisch und Englisch sowie Konversationsdeutsch. Sie übersetzte das ursprünglich 1937 von Boris Alexejewitsch Wenkow auf Russisch veröffentlichte Lehrbuch Number Theory. Ihre Übersetzung wurde 1970 von Wolters-Noordhoff in Groningen veröffentlicht. Neben dem Originaltext enthält das Buch Fußnoten von Alderson, die das Material mit neuen Entwicklungen in der Zahlentheorie aktualisierten.
Sie starb 1972 an den Folgen einer Nierenerkrankung.

## Veröffentlichungen (Auswahl)
- Finite quasigroups with two or more homomorphisms. Journal of Algebra 31, 1974, S. 460–479.
- The structure of the logarithmetics of finite plain quasigroups. Journal of Algebra 31, 1974, S. 1–9.[3]
- On the septimic character of 2 and 3. Proceedings Cambridge Philos. Soz. 74, 1973, S. 421–433.[4]
- On the quintic character of 2. Mathematika 11, 1964, S. 125–130.
- Logarithmetics of finite quasigroups, II. Proceedings of the Edinburgh Mathematical Society (2) 9, 1956, S. 109–115.
- Logarithmetics of finite quasigroups, I. Proceedings of the Edinburgh Mathematical Society (2) 9, 1954, S.  74–81.
- Sur la logarithmétique d'une boucle.  Comptes rendus de l’Académie des sciences Paris 236, 1953, S. 1220–1222.
- L'isotopie des logarithmétiques des quasi-groupes finis. Comptes rendus de l’Académie des sciences Paris 236, 1953, S. 769–771.
- Logarithmétiques réductibles de quasi-groupes. Comptes rendus de l’Académie des sciences Paris 235, 1952, S. 1589–1591.
- Sur les vecteurs dérivés des quasigroupes unis. Comptes rendus de l’Académie des sciences Paris 235, 1952, S.  1360–1362.
- Sur les quasi-groupes dont les logarithmétiques sont groupes. Comptes rendus de l’Académie des sciences Paris 234, 1952, S. 2582–2583.
- Logarithmétiques des quasi-groupes finis. CR Acad. Wissenschaft Paris 234, 1952, S. 1936–937.